# 林美香子
林 美香子（はやし みかこ、旧姓：松原、1953年4月12日 - ）は、北海道札幌市出身のフリーキャスター・ジャーナリスト（エコライフ・フード・農業）・ラジオパーソナリティー。元札幌テレビ放送アナウンサー。

## 人物
- 慶應義塾大学大学院システムデザイン・マネジメント研究科特別研究教授。
- 農都共生研究会会長
- 日本ワインコーディネーター協会認定のワインコーディネーター。
- 北海道田園委員会委員長
- スローフード&フェアトレード研究会会長
- 北海道開発局景観アドバイザー
- ふるさと地域力中央委員会委員

## 来歴
- 1976年 - 北海道大学農学部農芸化学科卒業[1]・札幌テレビ放送入社。アナウンス部に配属されアナウンサー・キャスターとして活動する。
- 1982年 - 退職。フリーランスとして活動。
- 2008年 - 慶應義塾大学大学院システムデザイン・マネジメント研究科特別研究教授就任。
- 2012年 - 北海道大学大学院農学研究科の客員教授就任。
- 2015年 - 北洋銀行社外取締役就任[2]。

## 出演

### テレビ番組
過去
- ウィークリー赤れんが
  - （北海道テレビ放送、土曜日6:00-6:05）
  - （テレビ北海道、土曜日17:15-17:20）
  - （北海道文化放送、日曜日6:55-7:00）
  - （北海道放送、日曜日16:55-17:00）
  - （札幌テレビ放送、月曜日11:46-11:52）

### ラジオ番組
レギュラー
- MIKAKOマガジン（エフエム北海道、土曜日6:30-7:00）

過去
- Let's Hit The Road（エフエム北海道）
- 気ままなモーニング（エフエム北海道）
- 70%オレンジ（エフエム北海道）
- レディースタイム あなたのリクエスト（STVラジオ）
- 9時ですリクエストプラザ（STVラジオ）
- がんばろう北海道シリーズVol.5「agriculture island」〜農業王国北海道〜（エフエム北海道、2008年9月15日7:30-16:55）※パーソナリティ：千葉ひろみ・コメンテーターとして出演。
- アグリカルチャーアイランド農業王国北海道 Vol2.〜北からの提言〜（エフエム北海道、2009年9月11日（金）7:30-17:50）※パーソナリティ：千葉ひろみ・コメンテーターとして出演。

## 著作
出版（書籍）
- 農都共生のヒント(寿郎社)
- 農村へ出かけよう(寿郎社)
- ワーキングマザーの元気BOOK（北海道新聞社）
- 楽楽おかずとおやつ（北海道新聞社）
- ハーブティーを飲みながら〜北の大地のレシピ＆エッセイ（協同文化社）
- 農業・農村で幸せになろうよ(安曇出版)
- 農村で楽しもう(安曇出版)

連載
- ウイークエンドクッキング（道新スポーツ）